# Storbeck-Frankendorf
Storbeck-Frankendorf település Németországban, azon belül Brandenburgban. Lakosainak száma 471 fő (2023. december 31.).

## Népesség
A település népességének változása:
| Lakosok száma | 481  | 482  | 479  | 468  | 471  |
|               | 2017 | 2019 | 2021 | 2022 | 2023 |